# Estat de Bahia
Bahia és un estat del Brasil, situat a la Regió Nord-est. Limita amb Pernambuco, Alagoas i Sergipe al Nord; Piauí al Nord -oest; Tocantins i Goiás a l'Oest; i Minas Gerais i Espírito Santo al Sud.
La seva capital és Salvador de Bahia i és l'estat del Brasil amb la més gran quantitat proporcional de negres.

## Geografia
Bahia és el cinquè estat del Brasil en extensió territorial i equival a 36,3% de l'àrea total de la Regió Nord-est i 6,64% del territori nacional. La seva superfície total de 567.295,3 km² és una mica més gran que la d'Espanya, i el 68,7% d'ella es troba en la regió del sertão semiàrid. El seu litoral és el més llarg del Brasil, mesura 1.183 km d'extensió, i alberga molts tipus d'ecosistemes, afavorint l'activitat turística per la seva rara bellesa.

### Clima
El clima tropical predomina en tot l'estat, presentant variacions solament quant als índexs de precipitació en cadascuna de les diferents regions. La regió del sertão té un clima semiàrid. En el litoral i en la regió de la ciutat d'Ilhéus, la humitat és major, i els índexs de pluges poden ultrapassar els 1.500 mm anuals.

### Relleu

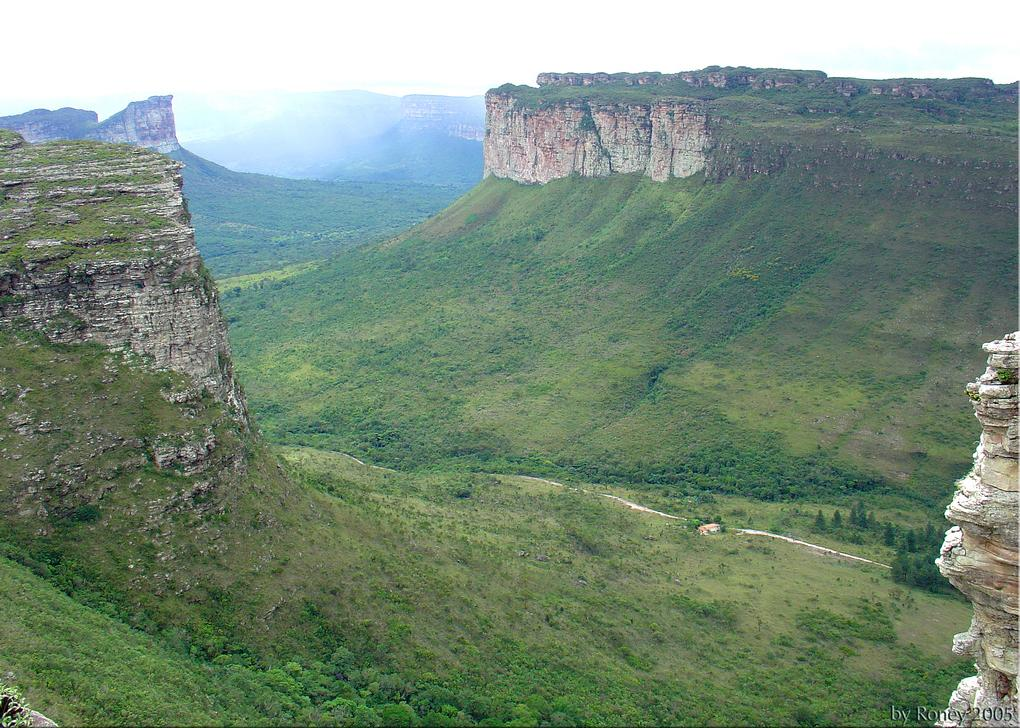
La Chapada Diamantina.

Amb 561.026 km² situats en el litoral del Brasil, el relleu es caracteritza per la presència de planes, altiplans, i depressions. Marcat per baixes altituds, el punt més alt de Bahia és el Pico das Almas ("Pic de les Ànimes"), amb 1.958 metres.
Els altiplans presents en el relleu mostren que l'erosió va treballar en recerca de formes planes. Els altiplans ocupen gairebé tot l'estat, presentant una sèrie de nivells, per on creuen rius vinguts de la Chapada Diamantina, de la Serra do Espinhaço, que neix en el centre de Minas Gerais, anant fins al nord de l'estat, i la mateixa Chapada Diamantina, de format pla, marcant els seus límits a nord i a est. L'altiplà semiàrid, localitzat en el sertão brasiler, es caracteritza per baixes altituds.
El relleu predominant en l'estat és la depressió. Les planes estan situades en la regió costanera, on l'altitud no ultrapassa els 200 metres. Allí, sorgeixen platges, dunes, restingas i fins a manglars. En direcció a l'interior, sorgeixen terrenys amb sòls relativament fèrtils, on apareixen pujols que s'estenen fins a l'oceà.

### Vegetació

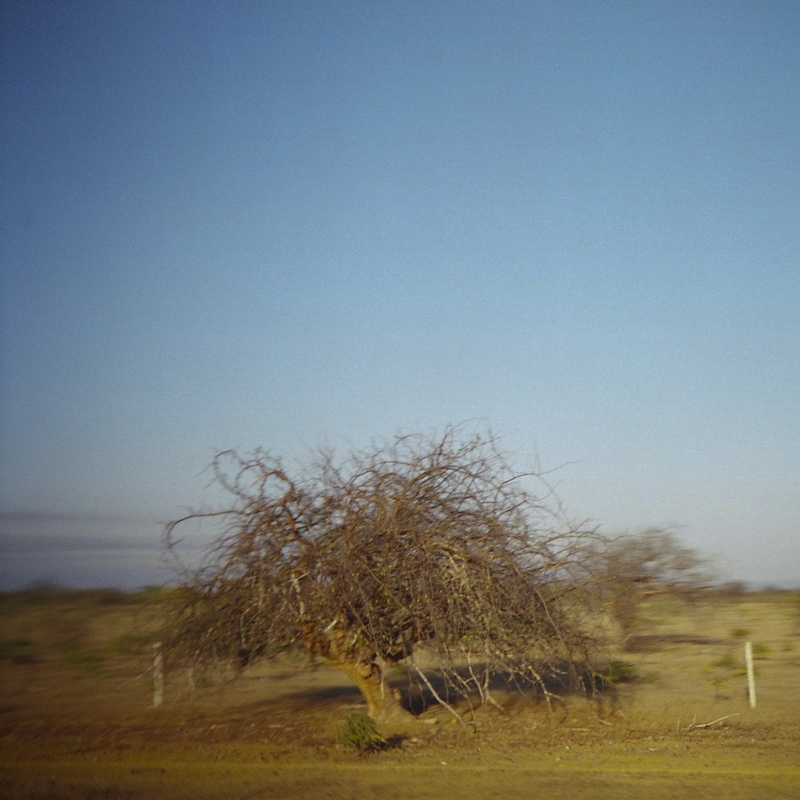
Arbre de la caatinga.

Hi ha tres tipus principals de vegetació: lo bosc tropical humid, el cerrado (sabana) i la caatinga, sent aquesta última dominant en la majoria del territori.
La caatinga ocupa tot el Nord de l'estat, l'àrea de la depressió de la vall del riu São Francisco, i la Serra del Espinhaço, deixant per a la sabana solament la part occidental, i el Sud-est de l'estat per a la selva tropical. En l'interior les estacions de sequera són més pronunciades, excepte en la regió de la vall del riu São Francisco.
En la Serra del Espinhaço les temperaturas són més amenes i agradables. Els índexs pluviomètrics en el sertão (region de clima semiàrid e de vegetació de caatinga) són molt reduïts, podent no arribar als 500 mm anuals. Allí freqüentment ocorren llargs períodes de sequera.

### Hidrografia
El principal riu és el São Francisco, que talla l'estat en sentit sud-nord. També importants són els rius Paraguaçu, el major riu genuïnament bahià, i el de Contas, a més dels rius Jequitinhonha, Itapicuru, Capivari, Rio Grande, entre d'altres.

### Platges
És l'estat brasiler amb el major litoral.Tenint famoses i boniques platges, com la platja d'Itapuã, diverses vegades homenatjada en músiques i poesies.

## Història

### Colonització portuguesa
Amb l'arribada dels primers portuguesos al Brasil l'any de 1500, començar a ser poblada el 1534. Tomé de Sousa, el primer gobernador-general, va fundar Salvador, que es va fer la primera capital del país el 1549, essent per molts anys la major ciutat d'Amèrica. El 1572 el govern colonial va dividir el país en dos governs, un al Salvador, i l'altre a Rio de Janeiro, aquesta situació es va mantenir fins a 1581, quan la capital del Brasil va passar a ser novament només Salvador. La capital va ser transferida a Rio de Janeiro definitivament en 1763, pel Marquês de Pombal.

### Invasions holandeses
Anglesos i holandesos van atacar Bahia el segle xvii. Salvador va arribar a quedar sota domini holandès entre 1624 i 1625, però va ser represa pels portuguesos. Els holandesos van arribar a la capital de bahia amb incomptables embarcacions i més de 3600 soldats. Salvador, que no va rebre reforç, tenia només 80 militars, que fugiren amb la majoria de la població en la iminència de l'atac. Els holandesos van arribar a la plaça deserta, excepte pel governador, que agafà l'espasa prometent defensar la ciutat fins a la mort. Va ser detingut. En el Recôncavo, organitzat en les petites vilas, van preparar la reacció, amb ajuda i l'obstinació de l'Arquebisbe de Bahia. Una nova invasió va ocórrer el 1638, període en què Nassau dominava bona part del Nord-est, però va ser fortament repelida.

### Conjura bahiana
El 1798 va ser escenari de la Conjura Bahiana, que proposava la formació de la República de Bahia - moviment poc difós, però amb repressió superior a aquella de la Inconfidència Minera, els seus líders eren negres instruïts (els alfaiates João de Déu, Manuel Faustino de Sants Lira i els soldats Lucas Dantas i Luís Gonzaga de les Virgens) associats a una elit liberal (Cipriano Barata, Moniz Barreto i Aguilar Pantoja), però només els populars van ser executats, més precisament en l'Ample de la Pietat a 8 de novembre de 1799.

### Independència
Tot i amb la declaració d'independència del Brasil, en 7 de setembre de 1822, la Bahia va continuar ocupada per les tropes portugueses, fins a la rendició d'aquests, ocorreguda el dia 2 de juliol de 1823. Per això aquesta data és commemorada pels bahians com el Dia de la Independència de Bahia.

### Altres revoltes
Altres revoltes amb la independència del Brasil, els bahians van exigir major autonomia i importància. Com la resposta va ser negativa, van organitzar aixecaments armats que van ser sufocats pel govern central. Va ser el cas de la Federació del Guanais, aixecada el 1832. El 1834, Bahia va ser escenari de la Revolta dels Malês (com eren coneguts els esclaus africans islamitzats), tinguda com la major revolta esclava de la història del Brasil. Amb la República van ocórrer altres incidents polítics importants, com la Guerra de Canudos i el bombardeig de Salvador, el 1912. La Bahia va contribuir activament per a la història brasilera, i molts exponents bahians constitueixen noms destacats en la política, cultura i ciència del país.

## Demografia

### Població
Segons el IBGE, la població de l'estat de Bahia l'any 2024 era de 47 milions de persones essent el 4t estat més poblat del Brasil, amb una densitat de 24,46 hab/km².

### Ètnies
| Color/Raça           | Percentatge |
| -------------------- | ----------- |
| Mulats               | 63,4%       |
| Blancs               | 20,3%       |
| Negres               | 15,7%       |
| Asiàtics o Indígenes | 0,6%        |

### Poblacions indígenes
Hi ha també les tribus indígenes, tals com els Pataxós, que viuen en la costa de l'Atlàntic-sud i a l'interior de l'estat, i Tuxá, que viuen en els marges del riu São Francisco al nord de Bahia.

## Cultura

### Carnaval
article principal, Carnaval de Bahia
El "Carnaval de Bahia" també conegut com a "Carnaval de Salvador" és una de les majors festes del món a les quals es pot assistir.

## Economia

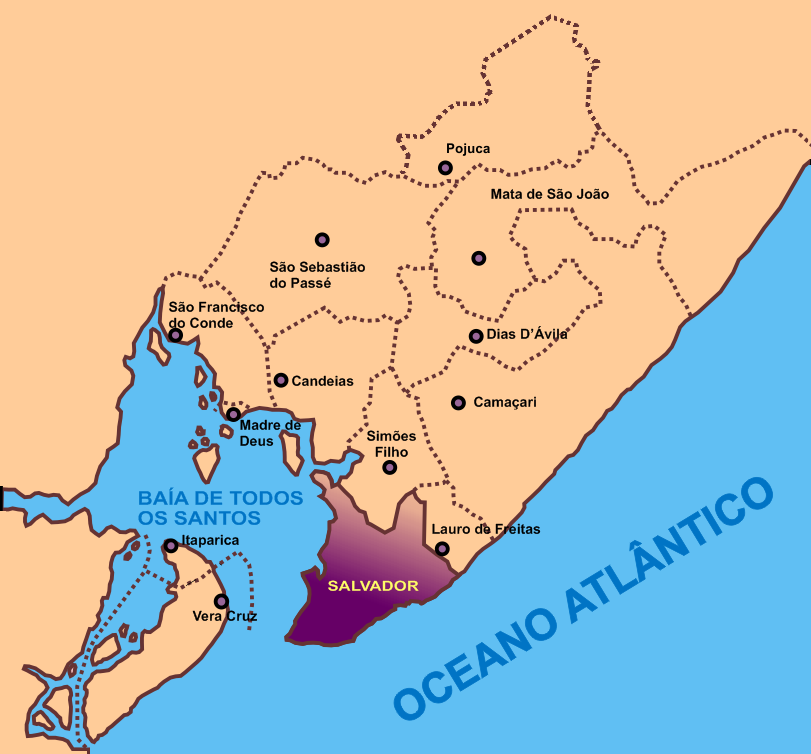
La Regió Metropolitana de Salvador.

L'economia de l'estat es basa en l'agricultura (canya de sucre, tapioca, mongeta, dacsa, cacau i coco); en la indústria (química, petroquímica, automòbil i seves peces); i en la mineria. Hi ha un important parc industrial en la Regió Metropolitana de Salvador (coneguda com a Recôncavo Baiano per estar al costat de la Badia de Todos os Santos), amb destaqui per al Pol Petroquímic de Camaçari i per a una fàbrica d'automòbils de la Ford en la mateixa ciutat. El turisme també és una indústria pròspera a Bahia
És el sisè estat més ric del Brasil.
| Anys | PIB (em reais) | PIB per capita (em reais) |
| ---- | -------------- | ------------------------- |
| 2002 | 60.671.843     | 4.525                     |
| 2003 | 68.146.924     | 5.031                     |
| 2004 | 79.083.228     | 5.780                     |
| 2005 | 90.942.993     | 6.583                     |

### Turisme
L'Estat de Bahia és molt turític, començant per la seva capital Salvador on en destaca el pelourinho i la quantitat d'esglésies 365, amb l'església do bom fim, i també la Cidade Alta i la Cidade Baixa
Tota la costa de Bahia està plena d'indrets especials, on es pot destacar Morro de São Paulo i l'Illa de Itaparica entre d'altres. Hi ha un gran nombre de platges entre Ilhéus i Porto Seguro.
Els majors hotels-resorts són a la zona de la Costa do Sauípe.
La Chapada Diamantina destaca com ecoturisme. Amb municipis com, Lençóis, Andaraí, Mucugê e Palmeiras.